# Remzi Başakbuğday
Remzi Başakbuğday (Konak, 13 de noviembre de 1989) es un deportista turco que compitió en taekwondo. Ganó una medalla de plata en el Campeonato Europeo de Taekwondo de 2010 en la categoría de –54 kg.

## Palmarés internacional
| Campeonato Europeo | Campeonato Europeo      | Campeonato Europeo | Campeonato Europeo |
| Año                | Lugar                   | Medalla            | Categoría          |
| ------------------ | ----------------------- | ------------------ | ------------------ |
| 2010               | San Petersburgo (Rusia) | Medalla de plata   | –54 kg             |